# Zygmunt Karolak
Zygmunt Karolak (ur. 1905 w Kościelcu koło Kalisza, zm. 2 sierpnia 1999 w Sopocie) – polski malarz, grafik, profesor Państwowej Wyższej Szkoły Sztuk Plastycznych w Gdańsku (od 1996 r. nazwa uczelni: Akademia Sztuk Pięknych w Gdańsku).
W latach 1925–1930 studiował malarstwo na Akademii Sztuk Pięknych w Krakowie w pracowni Wojciecha Weissa. W latach 1932–1939 był nauczycielem rysunku w gimnazjum w Kaliszu. W czasie II wojny światowej był jeńcem Oflagu II D Gross-Born, w którym stworzył serię około 6 tysięcy rysunków prób i spektakli obozowego „Teatru Symbolów”.
Od 1950 roku pracował w gdańskiej PWSSP. W latach 1953–1975 był kierownikiem Katedry Grafiki Artystycznej, a w latach 1953–1954 dziekanem Wydziału Malarstwa.